# Swords
Swords (forma anglicizzata) o Sord (in irlandese) è la county town della contea di Fingal, in Irlanda, 16 chilometri a nord di Dublino.
Negli ultimi anni è diventato un importante centro di servizi, dato che ospita il centro di servizi europeo della Hertz e di altre importanti multinazionali come la Ingersoll Rand.
È collegato a Dublino con parecchie linee di autobus e dista 5 km dall'aeroporto.
Proprio per effetto dello sviluppo economico degli ultimi anni, Swords è stato oggetto di una forte espansione demografica dovuta anche all'afflusso di giovani provenienti da paesi stranieri, in cerca di occupazione. Grazie a questo afflusso di popolazione, nel 2006 è stato aperto un cinema multisala. Grossi centri commerciali sono presenti da anni sul territorio.

## Geografia fisica
Swords è situato nel Fingal, la parte nord della Dublin County. Il territorio di Swords è a tratti collinare nella parte ovest del paese.
Caratteristica del territorio di Swords è la presenza dell'estuario, popolato da aironi e cigni, che sfocia nel mare d'Irlanda nei pressi della cittadina di Malahide.

## Monumenti
Da notare la presenza del Castello costruito dal vescovo normanno John Comyn nel XII secolo.